# Mariusz Patyra
Mariusz Patyra (ur. 21 listopada 1977 w Orzyszu) – polski skrzypek. W 2001 roku jako pierwszy Polak zdobył I nagrodę na Międzynarodowym Konkursie Skrzypcowym im. Niccolò Paganiniego w Genui.

## Życiorys
Grę na skrzypcach rozpoczął w wieku siedmiu lat. Kształcił się pod kierunkiem: Zbigniewa Ciuciasa, Antoniego Hoffmanna w Olsztynie, Janusza Kucharskiego w Warszawie (Akademia Muzyczna), Krzysztofa Węgrzyna i Iny Kertscher w Hanowerze (Hochschule für Musik und Theater) oraz Salvatore Accardo w Cremonie (Accademia Walter Stauffer). W 2018 ukończył z wyróżnieniem Akademię Muzyczną w Bydgoszczy w klasie prof. Bolesława Siarkiewicza.
Mariusz Patyra występował z koncertami i recitalami w Europie (m.in. Polska, Niemcy, Hiszpania, Czechy, Rosja, Ukraina, Austria), Japonii, Stanach Zjednoczonych i Meksyku. Grał z takimi orkiestrami, jak Tokyo Chamber Orchestra, Orchestra Fondazione Arturo Toscanini, Orchestra di Roma, Orchestra Filharmonica Marchigiana, Jalisco Philharmonic, Plano Symphony Orchestra, Branderburgisches Staatsorchester Frankfurt, Irving Symphony Orchestra, San Angelo Symphony Orchestra, Kiev Symphony Orchestra, Narodowa Orkiestra Symfoniczna Polskiego Radia, Orkiestra Kameralna Polskiego Radia Amadeus, Orkiestra Filharmonii Narodowej, Orkiestra Filharmonii Krakowskiej, Orkiestra Filharmonii Dolnośląskiej, Orkiestra Filharmonii Poznańskiej, Sinfonia Varsovia, Orkiestra Kameralna „Leopoldinum”.
Dokonał nagrań radiowych w Polsce, Niemczech (NDR, WDR), we Włoszech (RAI Tre) i Francji (Radio France).
W 2022 był członkiem jury XVI Międzynarodowego Konkursu Skrzypcowego im. Henryka Wieniawskiego w Poznaniu.
Z żoną Agnieszką ma dwóch synów: Dawida (który uczy się gry na saksofonie) i Gabriela.

## Wybrane nagrody
- I nagroda (jako pierwszy Polak) i nagroda specjalna za najlepszą interpretację „Kaprysów” Paganiniego i kopię skrzypiec „Il Cannone” należących do wielkiego wirtuoza na Concorso internazionale di violino „Premio Niccolò Paganini” w Genui (2001).
- zwycięzca Międzynarodowego Konkursu Skrzypcowego Józsefa Joachima w Hanowerze
- finalista Międzynarodowego Konkursu Stradivariego w Cremonie (1998)
- laureat IV nagrody i specjalnego wyróżnienia Odense Symphony Orchestra na Międzynarodowym Konkursie Skrzypcowym Carla Nielsena w Odense (2000)

## Dyskografia
- Henryk Wieniawski: Koncerty Skrzypcowe – Mariusz Patyra (2008) – wydawnictwo DUX
- Paganini, Saint-Saëns, Massenet (2008) – wydawnictwo DUX
- Cztery pory roku Antonia Vivaldiego wraz z Orkiestrą Kameralną Filharmonii Narodowej (2008) – Lipinski Royal Fidelity
- No 24 (2019)[3]

## Skrzypce
Mariusz Patyra gra na skrzypcach będących kopią instrumentua Guarneri del Gesù z 1733, zbudowanych przez Christiana Erichsona (Hannover 2003) oraz na kopii „Il Cannone” z 1742, autorstwa Johna B. Erwina (Dallas 2000).